# Roca de la Santíssima Trinitat

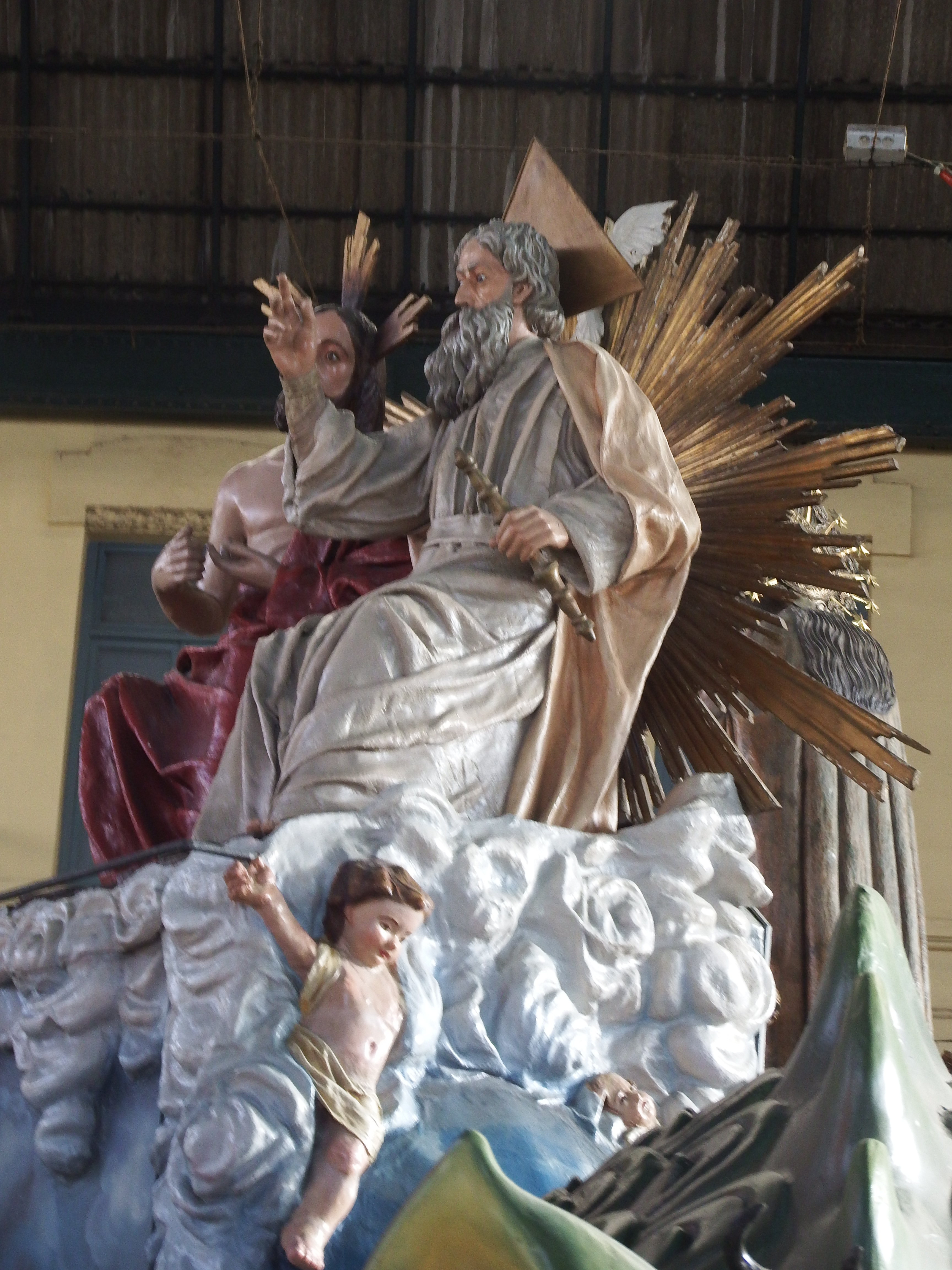
Figura de la Santíssima Trinitat

La Roca de la Santíssima Trinitat és una de les roques de les festivitats del Corpus Christi de la ciutat de València.

## Descripció
El tema principal n'és la Santíssima Trinitat, representada per les Tres Persones: Déu Pare, Jesucrist amb la creu, i l'Esperit Sant representat per una coloma. Figuren en la part més elevada, situada com és costum en la part posterior del carro. Aquest cos principal porta a la base medallons d'escenes bíbliques, com la Torre de Babel, la Magdalena, la Creació, l'Ascensió del Senyor, els tres àngels en la visita a Jacob, o Moisés amb les Taules de la Llei.
És coneguda també pel nom de Paradís Terrenal, perquè era sobre esta roca que es representava el misteri d'Adam i Eva. Les imagens dels dos, perseguits per un àngel qui amb una espasa els expulsa del Paradís, figuren al front de la roca.

## Història

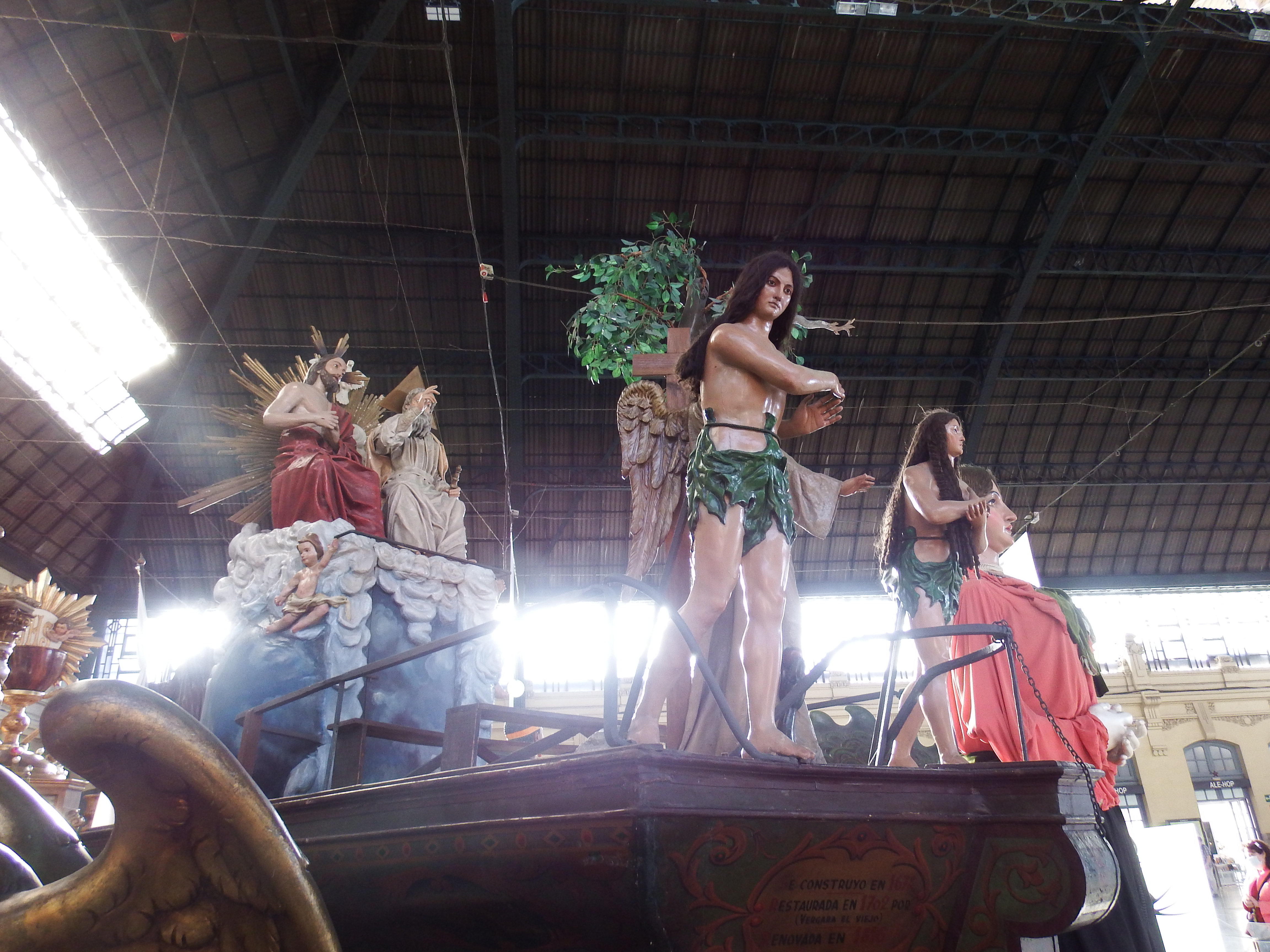
El grup que representa l'expulsió del Paradís va al davant de la roca

Construïda el 1674, des de la seua primera aparició, la Roca de la Santíssima Trinitat a estat restaurada en moltes ocasions. En 1702 ho va ser per primera vegada, encarregant-se Vergara el Vell, qui aleshores tenia vint-i-un anys. Les figures d'Adam i Eva varen ser substituïdes en 1816, però un accident patit en 1825 va obligar a tornar-les a canviar, com tota la part davantera, que també es va reforçar. Restaurada novament el 1855 i 1867 -esta segona, amb motiu del segon centenari de la Mare de Déu dels Desemparats- va patir desperfectes per les riuades de 1897 i 1957.
La rehabilitació de 1959 comportà actualitzacions de la carrosseria, que estava molt malmesa, i del tron, completament desfet. Nombroses intervencions anteriors, fetes amb paper, palla o llistons, en lloc de la fusta original, es van haver de refer. També es referen la túnica i les ales de l'àngel. A més, l'arbre, que a mitjans del segle xx solia fer-se amb morera, va ser substituït per branques de pomera, simbòlicament més adients.
Antigament era la primera roca en eixir, parant-se al carrer dels Cavallers, davant la Casa de la Ciutat, on es representaven els misteris d'Eva i Adam o de la Creació del Món.